# Ippodromo Mediterraneo
Ippodromo Mediterraneo är en travbana i Syrakusa på Sicilien i Italien, öppnad 1995.

## Om banan

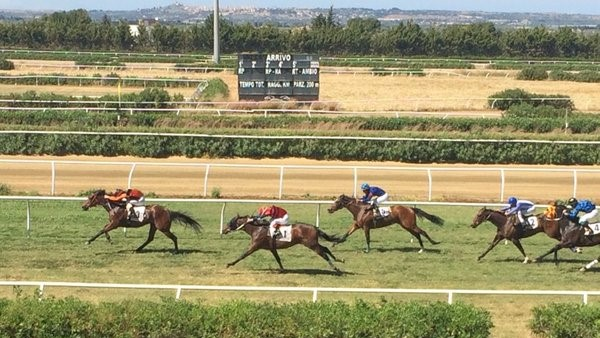

Byggprojekt för tävlingsbanan hade chans att bil verklighet 1988, då en marknadsundersökning bekräftade den sicilianska befolkningens passion för hästar. Byggandet av anläggningen påbörjades 1993, och invigdes officiellt den 8 december 1995. Banan arrangerar både travlopp och galopplöp.
Travbanan är 1 400 meter lång, och är med dess långa kurvor (95 och 85 meters radie) utformad för att låta hästar nå maximala hastigheter. Travbanan är tack vare dess tekniska egenskaper en av de snabbaste travbanorna i Europa.
Banans belysning anses även vara den största i världen för hästsport. Den består av trettio ljustorn (varierande i höjd från 25 till över 45 m), nästan 700 jodidprojektorer, med en effekt på 2,2 kW vardera. Den totala strömförsörjningen är 1 500 kW. Belysningssystemet garanterar optimal belysning i alla sluttningar och möjliggör travlopp på kvällstid.